# Obnova - Karaman dol
Obnova - Karaman dol este o arie protejată (arie specială de conservare — SAC, sit de importanță comunitară — SCI) din Bulgaria întinsă pe o suprafață de 10.748,67 ha, integral pe uscat.

## Localizare
Centrul sitului Obnova - Karaman dol este situat la coordonatele 43°27′18″N 25°04′41″E / 43.4549°N 25.078°E.

## Înființare
Situl Obnova - Karaman dol a fost declarat sit de importanță comunitară în martie 2007 pentru a proteja 1 specie de plante și 25 de specii de animale. Situl a fost protejat și ca arie specială de conservare în martie 2021.

## Biodiversitate
Situată în ecoregiunea continentală, aria protejată conține 15 habitate naturale: Stepe și mlaștini sărate panonice, Lacuri eutrofice naturale cu vegetație de tip Magnopotamion sau Hydrocharition, Râuri cu maluri nămoloase cu vegetație de Chenopodion rubri p.p. și Bidention p.p., Tufișuri caducifoliate ponto-sarmatice, Pajiști carstice calcaroase sau bazofile, de Alysso-Sedion albi, Pajiști uscate seminaturale și facies de acoperire cu tufișuri pe substraturi calcaroase (Festuco-Brometalia) (* situri importante pentru orhidee), Pajiști stepice subpanonice, Pajiști stepice panonice pe loess, Liziere de ierburi înalte hidrofile de câmpie și de nivel montan până la alpin, Fânețe de joasă altitudine (Alopecurus pratensis, Sanguisorba officinalis), Păduri aluvionare cu Alnus glutinosa și Fraxinus excelsior (Alno-Padion, Alnion incanae, Salicion albae), Păduri mixte riverane de Quercus robur, Ulmus laevis și Ulmus minor, Fraxinus excelsior sau Fraxinus angustifolia, de-a lungul marilor râuri (Ulmenion minoris), Păduri panonice cu Quercus petraea și Carpinus betulus, Păduri stepice euro-siberiene cu Quercus spp., Păduri panonice-balcanice de stejar turcesc - stejar sesil.
La baza desemnării sitului se află mai multe specii protejate:
- plante (1): Marsilea quadrifolia
- amfibieni (1): buhai de baltă cu burta roșie (Bombina bombina)
- mamifere (11): lupul (Canis lupus), vidră de râu (Lutra lutra), hamster românesc (Mesocricetus newtoni), liliac cu aripi lungi (Miniopterus schreibersii), dihor de stepă (Mustela eversmanii), liliac cu picioare lungi (Myotis capaccinii), liliacul cu potcoavă a lui blasius (Rhinolophus blasii), liliacul mediteranean cu potcoavă (Rhinolophus euryale), liliacul mare cu potcoavă (Rhinolophus ferrumequinum), popândău (Spermophilus citellus), dihor pătat (Vormela peregusna)
- nevertebrate (5): croitorul mare al stejarului (Cerambyx cerdo), rădașcă (Lucanus cervus), croitorul cenușiu al stejarului (Morimus funereus), Theodoxus transversalis, Unio crassus
- pești (4): avat (Aspius aspius), Barbus meridionalis, zvârluga (Cobitis taenia), boarță (Rhodeus amarus)
- reptile (4): Elaphe sauromates, țestoasa de baltă (Emys orbicularis), Testudo graeca, țestoasă bănățeană (Testudo hermanni)

Pe lângă speciile protejate, pe teritoriul sitului au mai fost identificate 7 specii de plante, 5 specii de amfibieni, 1 specie de nevertebrate, 5 specii de pești, 2 specii de reptile.